# Ciccillo Matarazzo

Francisco Matarazzo Sobrinho und Soninha Cattoni auf der 7. Biennale 1963.

Francisco Antonio Paulo Matarazzo Sobrinho (* 20. Februar 1898 in São Paulo; † 16. April 1977 ebenda), auch bekannt als Ciccillo Matarazzo, war ein italienisch-brasilianischer Industrieller, Mäzen, Politiker, Gründer des Museu de Arte Moderna de São Paulo sowie der Biennale von São Paulo.

## Jugend und Ausbildung
Matarazzo wurde in São Paulo als Sohn des Millionärs Andrea Matarazzo, einem der Brüder des Grafen Francesco Matarazzo (1854–1937), geboren. Im Jahr 1908 wurde er nach Neapel (Italien) geschickt, um dort seinen Schulabschluss zu machen, und anschließend nach Lüttich (Belgien), wo er Ingenieurwissenschaften studierte. Bei Ausbruch des Ersten Weltkriegs musste er sein begonnenes Ingenieurstudium unterbrechen.

## Laufbahn
Matarazzo war Direktor von Unternehmen verschiedener Branchen in São Paulo und ein großer Förderer der plastischen Künste. Als Schöpfer der Kunstbiennale von São Paulo und Unternehmer wurde Matarazzo zum wichtigsten Motor der modernen Kunst in Brasilien. Sein Name war in allen Veranstaltungen präsent, die die Landeshauptstadt in den 1950er Jahren belebten, wie das brasilianische Comedy-Theater (Teatro Brasileiro de Comédia kurz TBC) und die brasilianische Filmgesellschaft Vera Cruz (Companhia Cinematográfica Vera Cruz), die beide von ihm gegründet wurden. 
Ferner gründete er im Jahr 1948 das Museu de Arte Moderna de São Paulo (kurz MAM), das am 8. März 1949 eingeweiht wurde und 1951 die Biennale von São Paulo, die sich an der Biennale von Venedig orientierte, die er mehrmals besucht hatte. Mit Hilfe seiner ersten Ehefrau Yolanda Penteado, konnte Matarazzo in einem behelfsmäßigen Schuppen Hunderte von Werken aus verschiedenen Ländern, die sie besucht hatten, unterbringen und einige der Künstler zur Teilnahme überreden.
1954 konnte die Biennale mit der Feier zum 400-jährigen Bestehen der Stadt São Paulo, die auch Teil ihres Organisationskomitees war, wichtige Werke wie Guernica, Pablo Picassos riesiges Wandgemälde, versammeln. Mächtig, autoritär und besitzergreifend, war Ciccillo bis 1975 alleine verantwortlich für die Ausstellungen, wobei er seine eigenen Auflagen durchsetzte, was für zahlreiche Reibungsflächen sorgte. Er tat dies allerdings auf eigene Kosten, was ihn zugegebenermaßen unersetzlich machte.

## Politik
Von 1964 bis 1969 war er Bürgermeister von Ubatuba, gewählt von dem Partido Social Progressista (PSP). Er durchlief zwei Amtsenthebungsverfahren. Das erste war auf seine Abreise aus dem Land ohne Genehmigung des Stadtrats zurückzuführen. Als Präsident der Biennale de São Paulo war er ständig im Ausland unterwegs, wo er das Land vertrat. Beschwerden über Unregelmäßigkeiten bewegten das zweite Amtsenthebungsverfahren, beide hielten Ciccillo erfolglos an der Spitze des Rathauses. Nach dieser politischen Abnutzung beantragte er 1967 seine Entlassung, allerdings weigerte sich sein Vizepräsident das Amt zu übernehmen, an seine Stelle trat Fiovo Fredianni, der das Amt des Bürgermeisters übernahm.

## Auszeichnungen
Am 17. September 1954 wurde ihm der Rang eines Großoffiziers des Militärischen Christusordens von Portugal (Grande-Oficial da Ordem Militar de Cristo) verliehen.

## Persönliches
Seine erste Ehefrau Yolanda Penteado (1902–1983) hatte er 1943 in Mexiko geheiratet. Als er 74 Jahre alt war, heiratete Matarazzo zum zweiten Mal Balbina Martinez de Zayas.
Ciccillo Matarazzo starb im Alter von 79 Jahren am 16. April 1977.